# Nestor El Maestro
Nestor El Maestro (* 25. März 1983 in Belgrad, SFR Jugoslawien als Nestor Jevtić, serbisch Нестор Јевтић) ist ein serbischer Fußballtrainer, der auch die britische Staatsbürgerschaft besitzt.

## Karriere
El Maestro wurde in Belgrad als Nestor Jevtić geboren und wuchs zunächst dort auf. Mit dem Fußballspielen begann er bei Roter Stern Belgrad. Im Alter von 8 Jahren erhielt er ein Stipendium für eine Privatschule bei London und zog nach England. Da er jedoch nicht genug Talent für eine Fußballkarriere hatte, entschied sich El Maestro im Alter von 15 Jahren, Trainer zu werden. Er begann als Technik-Trainer der Jugendabteilung beim englischen Traditionsklub West Ham United. Zuvor hatte er schon die Jugend eines kleinen Vorortklubs außerhalb Londons trainiert. Sein Bruder Nikon galt schon früh als Wunderkind, was eine Zeitung dazu veranlasste, ihn „El Maestro“ zu nennen. Diesen Spitznamen übernahmen er und sein Bruder im Jahr 2002 offiziell als Nachnamen.
2002 zog El Maestros Familie aus beruflichen Gründen des Vaters, eines Immobilienmaklers, nach Österreich in die Hauptstadt Wien um. Doch Nestor ging nach Italien zu Juventus Turin, wo er als Techniktrainer des Profiklubs unter Marcello Lippi arbeitete. Noch im selben Jahr ging El Maestro zurück zu seiner Familie nach Wien, wo er zwei Jahre lang als Jugendtrainer des FK Austria Wien arbeitete. 2004 wechselte er zusammen mit seinem Bruder zum FC Valencia, da sie sich als einzige Mannschaft bereit erklärten, Nestor El Maestro mit ins Trainerteam, als Techniktrainer für die größten Talente des Vereins, aufzunehmen. Nebenbei wurde Nestor El Maestro Individualtrainer seines Bruders und Co-Trainer der in der Tercera División spielenden zweiten Mannschaft, des FC Valencia Mestalla.
Zur Saison 2006/07 verpflichtete der FC Schalke 04 El Maestro als Co-Trainer. Vorgestellt wurde er allerdings unter seinem Geburtsnamen Jevtić, da es dem Verein schwerfiel, zu erklären, „dass Schalke einen 23-Jährigen als Co-Trainer verpflichtet, der auch noch El Maestro heißt“. Am 13. April 2008 wurde Nestor El Maestro jedoch mit dem Cheftrainer Mirko Slomka entlassen. Am 19. Januar 2010 wurde El Maestro zusammen mit Slomka bei Hannover 96 vorgestellt. Neben seinem Job als Assistenztrainer von Slomka war er auch Techniktrainer des Klubs. Bis 2013 war er für Hannover 96 tätig. 2014 war er unter Slomka Co-Trainer beim Hamburger SV.
Seit 2002 besitzt El Maestro einen Spielerpass beim österreichischen Siebtligisten FK Blau-Weiß Hollabrunn (ehem. SC Hollabrunn). Seinen bisher einzigen Einsatz absolvierte er am 1. Juni 2014 bei der 3:5-Niederlage gegen den SC Raiffeisen Enzersfeld, wo er zusammen mit seinem Bruder Nikon auflief.
Zur Saison 2016/17 wurde er bei seinem ehemaligen Verein FK Austria Wien als Co-Trainer von Thorsten Fink angestellt. Im Oktober verlängerte er seinen Vertrag bis zum 30. Juni 2019. Im Mai 2017 wurde bekannt, dass El Maestro zur Spielzeit 2017/18 Wien verlässt und Trainer des slowakischen Erstligisten FC Spartak Trnava wird. Dies war seine erste Station als Cheftrainer einer Profimannschaft. Zusammen mit seinem Bruder als Co-Trainer führte er den Verein überraschend zur ersten Meisterschaft der Vereinsgeschichte. Im Juni 2018 teilte der bulgarische Rekordmeister ZSKA Sofia mit, dass El Maestro einen Vertrag als Cheftrainer ab der kommenden Saison unterschrieben hat. Im Februar 2019 wurde er durch Ljuboslaw Penew ersetzt.
Zur Saison 2019/20 wurde er Trainer des österreichischen Bundesligisten SK Sturm Graz. Im Juni 2020 trennten sich die Grazer von El Maestro, Sturm lag zu jenem Zeitpunkt als Letzter der Meistergruppe auf dem sechsten Tabellenrang. Am 8. September 2021 wurde El Maestro als neuer Cheftrainer des türkischen Erstligisten Göztepe Izmir vorgestellt. Anfang März 2022 wurde der Vertrag von El Maestro mit Göztepe aufgelöst.

## Erfolge

### Titel
FC Spartak Trnava
- Slowakischer Meister: 2017/18

### Auszeichnungen
- Trainer des Jahres der Fortuna liga: 2017/18[27]

## Sonstiges
El Maestro spricht Englisch, Serbisch, Deutsch, Spanisch, Portugiesisch und Slowakisch. Er besitzt neben der serbischen auch die britische Staatsbürgerschaft.